# Copa América i futsal 2003
Copa América i futsal 2003 var ett mästerskap i futsal för herrlandslag som spelades 26 augusti–1 september 2003. Paraguay var värdland för turneringen och matcherna spelades på Sol de América Stadium i Asunción. 
Argentina vann turneringen, följt av Brasilien på en andraplats och Paraguay som vann över Uruguay i spel om tredjepris. De tre bästa laget ur turneringen blev direktkvalificerade till Världsmästerskapet 2004 som spelades i Taiwan.

## Gruppspel

### Grupp A
| Lag       | P | S | V | O | F | GM | IM | MS  |
| --------- | - | - | - | - | - | -- | -- | --- |
| Brasilien | 6 | 2 | 2 | 0 | 0 | 15 | 6  | +9  |
| Colombia  | 3 | 2 | 1 | 0 | 1 | 8  | 7  | +1  |
| Bolivia   | 0 | 2 | 0 | 0 | 2 | 5  | 15 | –10 |

| 26/08/03 | Colombia  | 5 – 2  | Bolivia  | Asunción |
| 27/08/03 | Brasilien | 10 – 3 | Bolivia  | Asunción |
| 28/08/03 | Brasilien | 5 – 3  | Colombia | Asunción |

### Grupp B
| Lag       | P | S | V | O | F | GM | IM | MS |
| --------- | - | - | - | - | - | -- | -- | -- |
| Argentina | 6 | 2 | 2 | 0 | 0 | 11 | 3  | +8 |
| Venezuela | 3 | 2 | 1 | 0 | 1 | 6  | 9  | –3 |
| Ecuador   | 0 | 2 | 0 | 0 | 2 | 6  | 11 | –5 |

| 26/08/03 | Venezuela | 5 – 4 | Ecuador   | Asunción |
| 27/08/03 | Argentina | 6 – 2 | Ecuador   | Asunción |
| 28/08/03 | Argentina | 5 – 1 | Venezuela | Asunción |

### Grupp C
| Lag      | P | S | V | O | F | GM | IM | MS  |
| -------- | - | - | - | - | - | -- | -- | --- |
| Paraguay | 9 | 3 | 3 | 0 | 0 | 24 | 4  | +20 |
| Uruguay  | 6 | 3 | 2 | 0 | 1 | 12 | 6  | +6  |
| Peru     | 3 | 3 | 1 | 0 | 2 | 9  | 12 | –3  |
| Chile    | 0 | 3 | 0 | 0 | 3 | 6  | 30 | –24 |

| 26/08/03 | Uruguay  | 4 – 1  | Peru    | Asunción |
| 26/08/03 | Paraguay | 16 – 2 | Chile   | Asunción |
| 27/08/03 | Chile    | 3 – 6  | Peru    | Asunción |
| 27/08/03 | Paraguay | 4 – 0  | Uruguay | Asunción |
| 28/08/03 | Uruguay  | 8 – 1  | Chile   | Asunción |
| 28/08/03 | Paraguay | 5 – 2  | Peru    | Asunción |

## Gruppslutspel
| Lag       | P | S | V | O | F | GM | IM | MS  |
| --------- | - | - | - | - | - | -- | -- | --- |
| Argentina | 7 | 3 | 2 | 1 | 0 | 10 | 6  | +4  |
| Brasilien | 6 | 3 | 2 | 0 | 1 | 16 | 6  | +10 |
| Paraguay  | 4 | 3 | 1 | 1 | 1 | 15 | 14 | +1  |
| Uruguay   | 0 | 3 | 0 | 0 | 3 | 9  | 24 | –15 |

| 30/08/03 | Brasilien | 8 – 1 | Uruguay   | Asunción |
| 30/08/03 | Argentina | 2 – 2 | Paraguay  | Asunción |
| 31/08/03 | Brasilien | 0 – 1 | Argentina | Asunción |
| 31/08/03 | Paraguay  | 9 – 4 | Uruguay   | Asunción |
| 01/09/03 | Argentina | 7 – 4 | Uruguay   | Asunción |
| 01/09/03 | Brasilien | 8 – 4 | Paraguay  | Asunción |

| Kvalificerade nationer till VM 2004 |             |            |
| · Argentina                         | · Brasilien | · Paraguay |
| Silver                              | Guld        | Brons      |